# Warren Hoburg
Warren Woodrow Hoburg (* 16. září 1985) je americký letecký inženýr, univerzitní pedagog a astronaut, 595. člověk ve vesmíru. V roce 2023 při svém prvním kosmickém letu strávil půl roku na Mezinárodní vesmírné stanici (ISS) jako člen Expedice 69.

## Mládí a vzdělání
Narodil se a vyrůstal v Pittsburghu v americkém státě Pensylvánie. Během střední školy se v roce 2003 zúčastnil prvního ročníku soutěže Team America Rocketry Challenge, v němž žáci navrhují, staví a vypouštějí rakety schopné bezpečně unést jedno, dvě nebo tři syrová slepičí vejce a trvale se blíží stanovené výšce a době trvání letu; soutěžil v národním finále.
V roce 2008 získal bakalářský titul v oboru letectví a kosmonautiky na Massachusettském technologickém institutu (MIT) v Cambridge ve státě Massachusetts. V roce 2011 získal magisterský titul a v roce 2013 doktorát v oboru elektrotechniky a informatiky na Kalifornské univerzitě v Berkeley.

## Inženýrská a akademická kariéra
Po získání doktorátu pracoval ve vývoji produktů ve společnosti Boeing Commercial Airplanes.
V roce 2014 se stal odborným asistentem na katedře aeronautiky a astronautiky na MIT, kde vyučoval dynamiku a konstrukci letounů. Vedl projekt Jungle Hawk Owl, což je bezpilotní letoun s pětidenní výdrží financovaný americkým letectvem. Jeho skupina také vytvořila open-source softwarový nástroj GPkit, balíček pro geometrické programování v jazyce Python.

## Kariéra v NASA
V červnu 2017 byl vybrán mezi členy 22. skupiny astronautů NASA jako kandidát na astronauta v srpnu téhož roku zahájil dvouletý výcvik. V prosinci 2020 byl vybrán mezi 18 astronautů určených v rámci programu Artemis pro lunární misi po roce 2023.

### 1. kosmický let
V prosinci 2021 NASA oznámila Hoburgovo zařazení do posádky mise SpaceX Crew-6 ve funkci pilota.
Loď Endeavour odstartovala z Kennedyho vesmírného střediska 2. března 2023 pod velením astronauta Stephena Bowena a s letovými specialisty Sultánem an-Nejádím ze Spojených arabských emirátů a Rusem Andrejem Feďajevem. Loď se 25 hodinách spojila s ISS a její čtyřčlenná posádka se stala součástí dlouhodobé Expedice 69.
Hoburg s Bowenem během pobytu na ISS uskutečnili dva výstupy do volného prostoru o celkové délce 11 hodin a 38 minut, při nichž nainstalovali na hlavní nosník stanice páté a šesté solární pole iROSA kvůli zlepšení a modernizaci elektrického systému stanice.
Po půlročním letu se posádka Crew-6 ve své lodi od stanice odpojila 3. září 2023 a o 17 hodin později, 4. září 2023, přistála do vod Atlantiku blízko floridského města Jacksonville.

## Soukromý život
Hoburg je vášnivým horolezcem a letcem s licencí komerčního pilota. V letech 2010-2013 byl sezónním členem Yosemitské pátrací a záchranné služby a vedoucím operací pro jednotku Horské záchranné služby v oblasti sanfranciského zálivu. Používá přezdívku Woody.